# 伊良部大橋

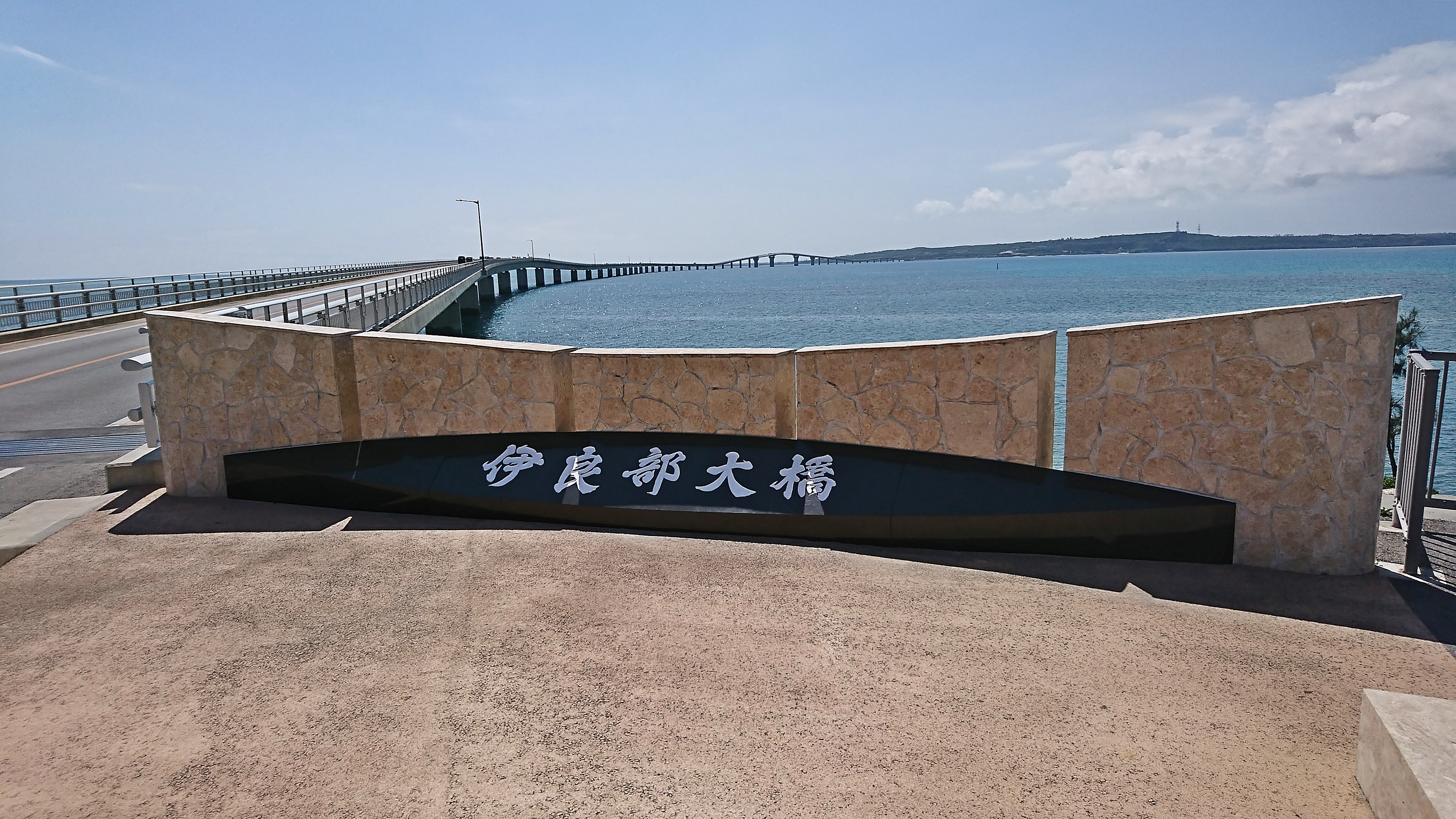
伊良部大橋のモニュメント

伊良部大橋（いらぶおおはし）は、日本の沖縄県宮古島市の宮古島と伊良部島とを結ぶ橋である。
2006年（平成18年）3月18日に着工し、2015年（平成27年）1月31日16時に供用が開始された。全長3,540メートル (m) で、新北九州空港連絡橋（福岡県道245号新北九州空港線）（全長2,100 m）を上回り、通行料金を徴収しない橋としては日本最長である。総事業費は399億円。

## 概要
宮古島の平良港トゥリバー地区と伊良部島東南部の長山の浜近辺を結ぶ橋で、沖縄県道252号平良下地島空港線の一部である。
橋梁の構造は一般部がPC連続箱桁橋、主航路部が鋼床版箱桁橋とされ、本橋部分の全長は3,540 mに及ぶ。また、取付道路は2,960 mで、伊良部島側取付道路の一部は2箇所で計600 mの海中道路とされている。本橋部分と取付道路を合計すると、全長は6,500 mとなる。
橋梁の幅員は8.5 mで、幅3 mの片側1車線道路の両側に幅1.25 mの路肩が設けられる。主航路部は船舶の通航のため、支間長180 m、クリアランス27 mとされる。また橋全体では、緩いカーブを描く線形をしている。
橋長3,540 mは、離島どうしを結ぶ橋としては日本最長で、無料橋としても日本最長である。また、日本の道路橋全体でもアクアブリッジ（4,384 m）、明石海峡大橋（3,911 m）、関西国際空港連絡橋（3,750 m）に次いで4番目の長さを持つ橋でもある。
沖縄のマリンブルーの海中を突き進む長大橋からの眺望は好評で、伊良部大橋の開通により観光の促進や流通コストの削減が見込まれる。また、宮古島の地下ダムから農業用水や生活用水が大橋に併設された導水管を通って供給されるため、水道のコストも削減されたほか、スピード化によって医療や教育の面でも伊良部島の島民にとって恩恵を与える大きな役目を果たしている。
橋の中央部は一般車両駐停車禁止となっているが、車を停めて写真や動画を撮影する観光客や住民が少なくない。2017年9月には、橋の中央付近から男性が誤って海に転落するという、この橋で初めての死亡事故が発生し、宮古島警察署などでは対策を協議することになった。

### 諸元
- 所在地：起点側= 沖縄県宮古島市平良字久貝（宮古島）─ 終点側= 沖縄県宮古島市伊良部字池間添地先（伊良部島）[14][15]
- 規格：第3種3級[11]
- 橋種：一般部：PC連続箱桁橋、主航路部：鋼床版箱桁橋[11]
- 橋長：3,540 m[11]
- 設計速度：60 km/h[11]
- 事業費：400億円
- クリアランス[11]
  - 長山水路：W=115.0 m、H=27.0 m（貨物船2000DWT対象）
  - 久松水路：W=30.0 m、H=7.6 m（漁船10GT対象）

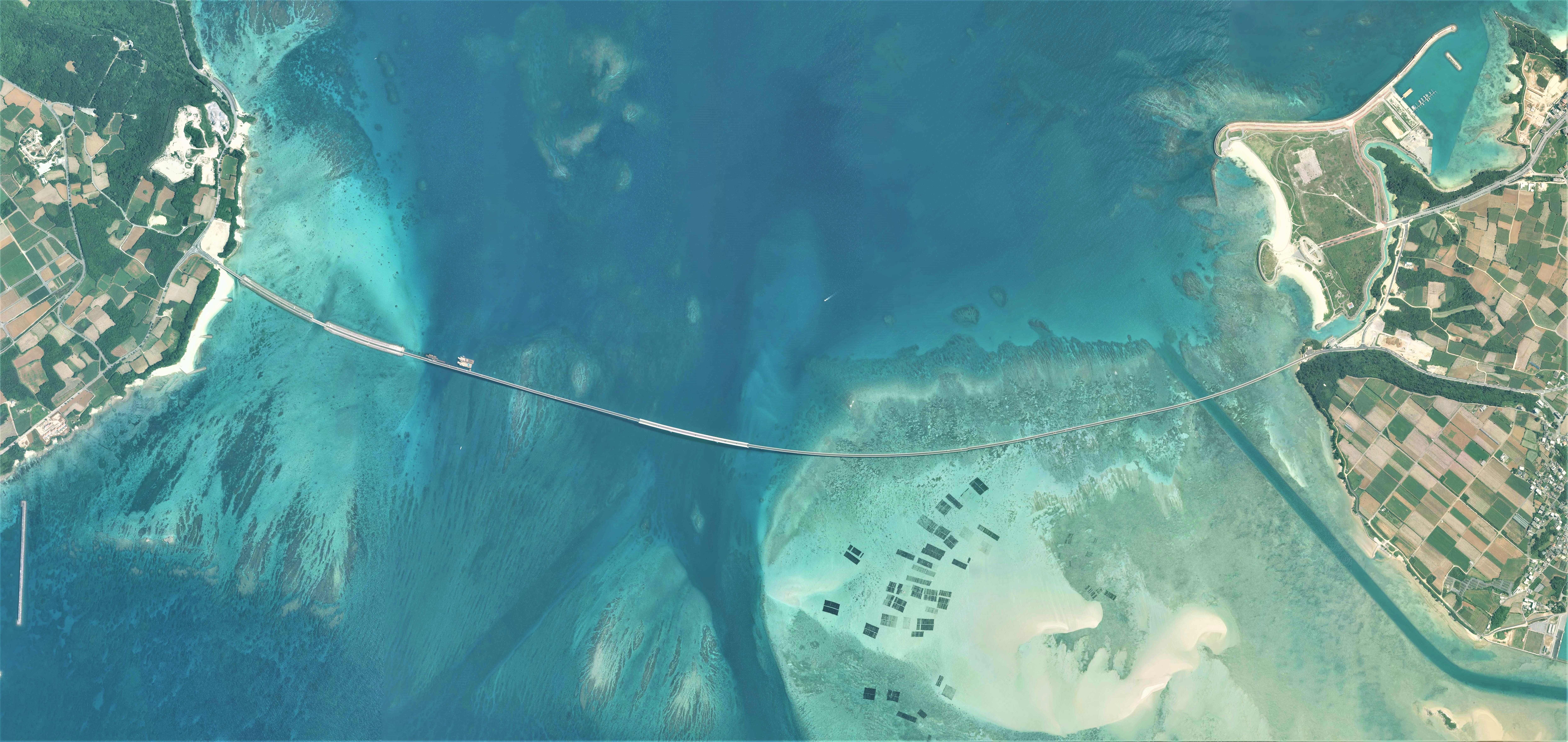
伊良部大橋周辺の空中写真。（2015年4月15日撮影の16枚より合成作成）。

## 交通
橋の開通前に伊良部島内で路線バスを運行していた共和バスが、橋の開通に伴い路線を宮古島まで延長して、伊良部島佐良浜港 - 宮古島市役所間で路線バスを運行している。
2019年3月30日のジェットスター・ジャパン成田～下地島線の就航に合わせて、橋を経由して下地島空港と宮古島の間で空港連絡バスの運行が開始された。
一方、宮古フェリー及びはやてによって運航されていた平良港と佐良浜港を結ぶ一般旅客定期航路は、伊良部大橋開通に伴い廃止された。伊良部大橋の開通後、はやてはクルーズ船「モンブラン」を購入し、伊良部大橋周辺等で遊覧船事業を行っている。

## 歴史

### 前史

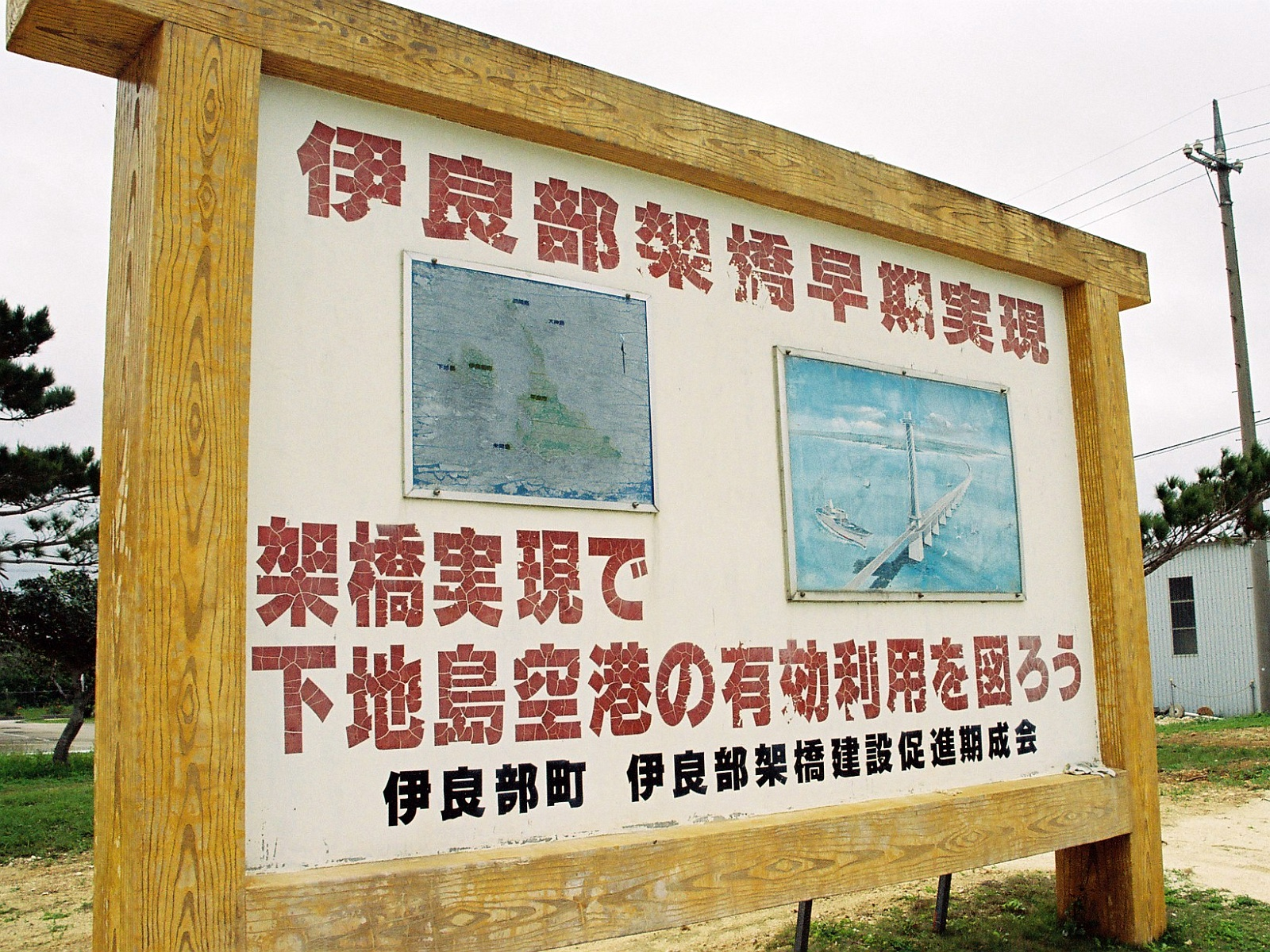
着工前の下地島に設置されていた、架橋を要請する看板（2005年（平成17年）2月）

- 1940年（昭和15年）6月30日 - 渡口航路（宮古島平良港と伊良部島渡口港を結ぶ航路）上で、渡船が転覆・沈没し、73名の死者が出る（伊良部丸遭難事故）。この海難事故は、伊良部島の離島架橋を目指す原点となった[21]。
- 1974年（昭和49年）10月 - 伊良部村長・川満昭吉が、離島苦の解消を沖縄開発庁長官に口頭で訴え、伊良部島の離島架橋の要請活動を開始する[14][22]。
- 1991年（平成3年）3月 - 伊良部架橋促進宮古圏民総決起大会開催[22]。
- 1992年（平成4年） - 伊良部架橋のための基礎調査が始まる[14]。
- 1997年（平成9年） - 国の予算に架橋調査費が計上される[14]。
- 2000年（平成12年）3月 - 伊良部架橋調査検討委員会が、架橋ルート案を決定[22]。
- 2001年（平成13年）3月 - 平良下地島空港線が県道に認定される[14]。
- 2005年（平成17年）7月 - 沖縄県および平良市と池間・伊良部町漁業協同組合との間で、漁業補償契約が締結される[14]。

### 建設工事
本橋梁は、2006年（平成18年）3月18日に着工した。当初の計画では2013年（平成25年）3月の竣工を予定していた。当初、主航路部は鋼中路アーチ橋を計画していたが、2007年（平成19年）に行われた耐風検討委員会の風洞実験で耐久性に問題があることが判明した。主航路部橋種検討委員会にて再検討した結果、2008年（平成20年）に鋼床版箱桁橋に変更した。同部分の実施設計が1年遅れたため、完成は当初計画から1年遅れの2014年（平成26年）3月となった。
2012年（平成24年）6月、主航路部の中央径間を架設するための大型起重機船（フローティング・クレーン）が台風の影響を避けるために兵庫県の母港へ帰港し、気象条件から宮古島に再度呼び戻すのは2013年（平成25年）4月ごろになる見込みとなった。このため、完成はさらに10か月ほど遅れ、2015年（平成27年）1月ごろとなった。
- 2006年（平成18年）3月18日 - 伊良部大橋に着工。
- 2010年（平成22年）
  - 5月23日 - 上部工セグメントの架設が延長1,000 mに到達し、達成記念式が開かれる[26]。
  - 7月13日 - 海中道路部で整地作業をしていたパワーショベルが操縦を誤って海中に転落する事故が発生（着工以来初の事故）[27]。
- 2011年（平成23年）4月15日 - 平良久貝側に建設中の伊良部大橋の見学施設「伊良部大橋見学ステーション」が開館[28][29]。
- 2012年（平成24年）4月 - 宮古島側および伊良部島側の主航路部の箱桁の架設[29]。
- 2013年（平成25年）4月 - 中央部の箱桁の架設[29]。
- 2014年（平成26年）
  - 6月30日 - 上部工セグメント最終生コン打設式[30]。
  - 9月9日 - 伊良部島側と宮古島側がつながる「上部工連結式」が行われた[31][32]。

工事中の伊良部大橋
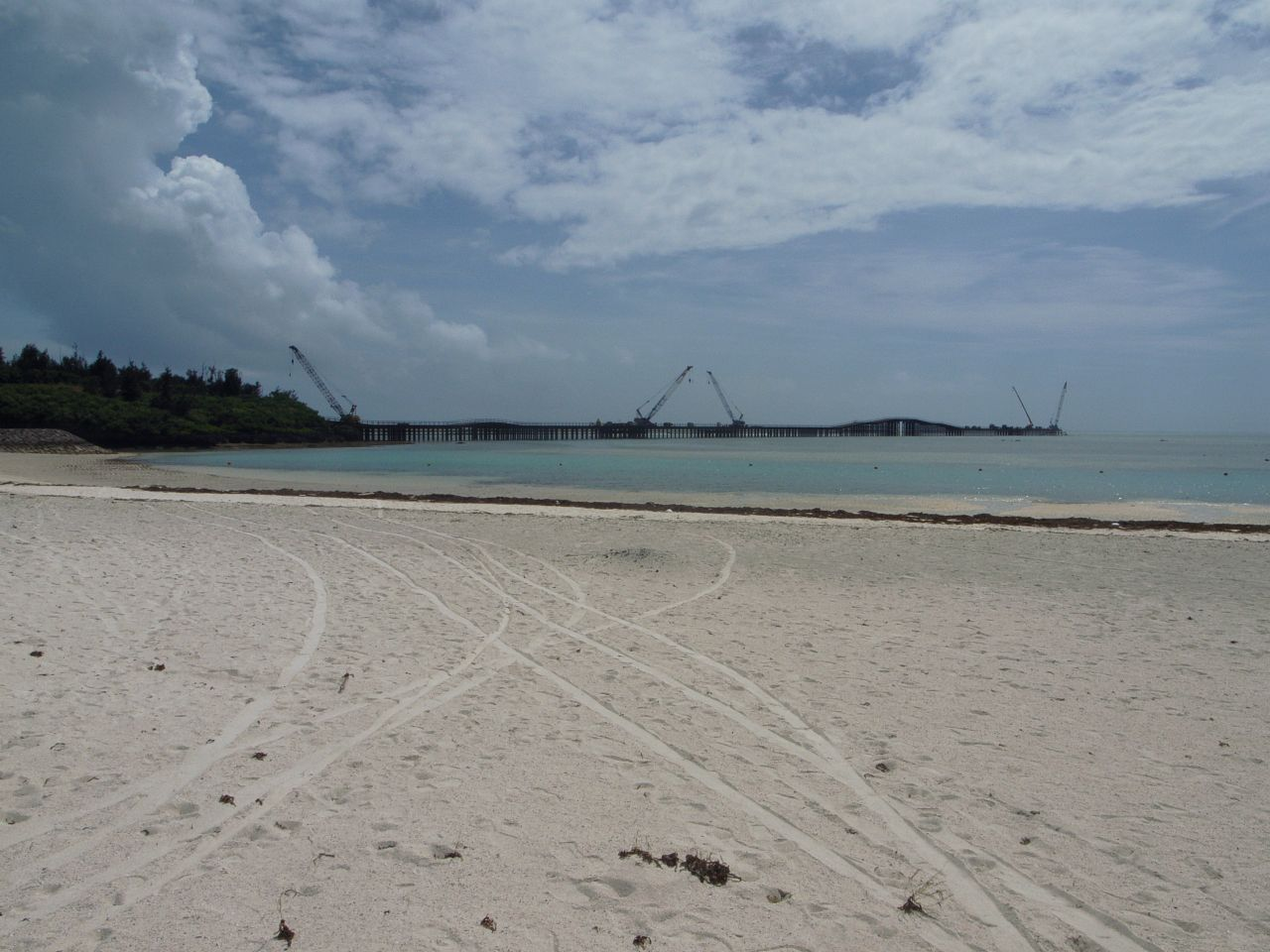
2007年（平成19年）7月 仮桟橋・宮古島から撮影
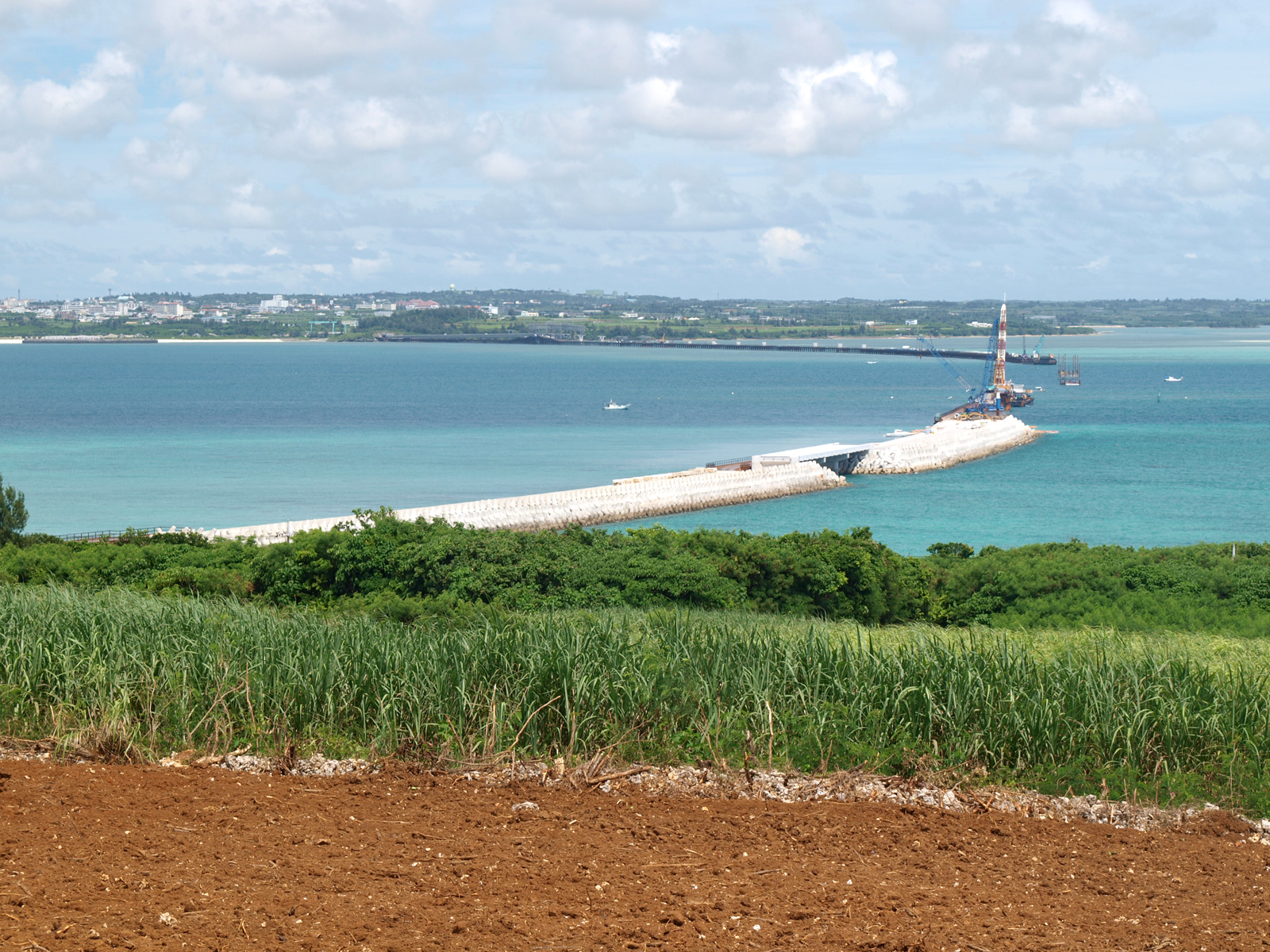
2009年（平成21年）7月 伊良部島から撮影
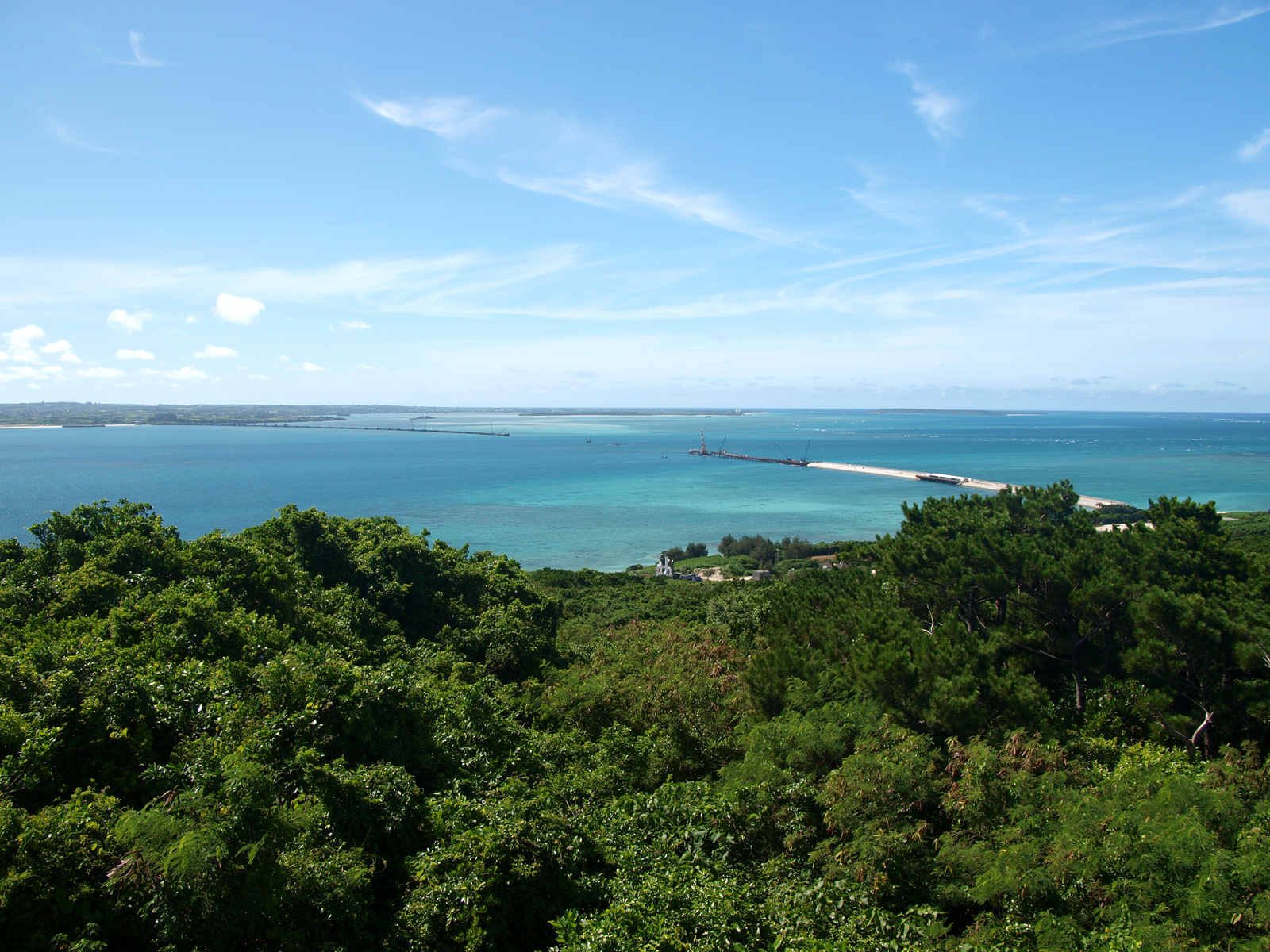
2009年（平成21年）7月 伊良部島・牧山展望台から撮影
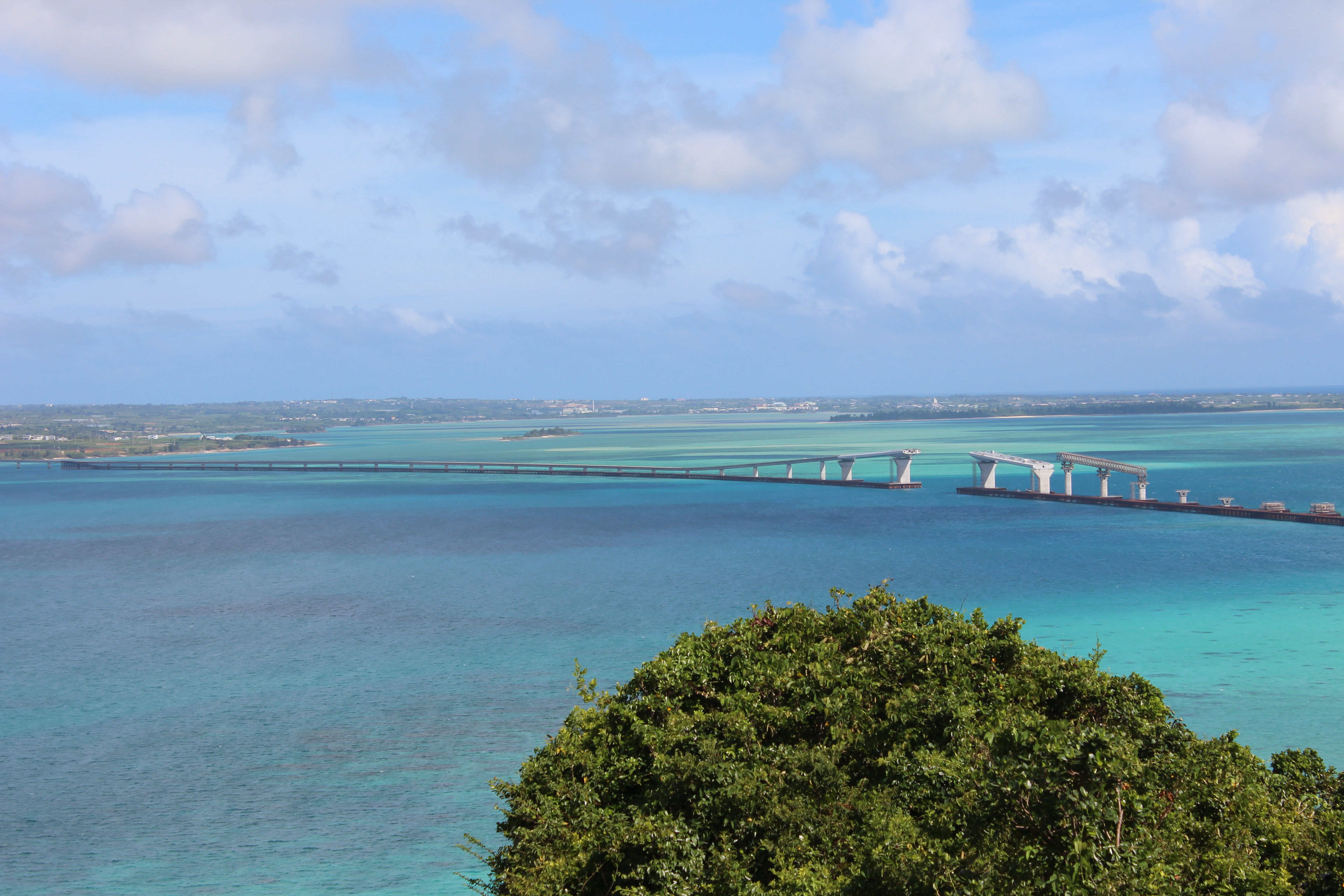
2012年（平成24年）8月 伊良部島・牧山展望台から撮影
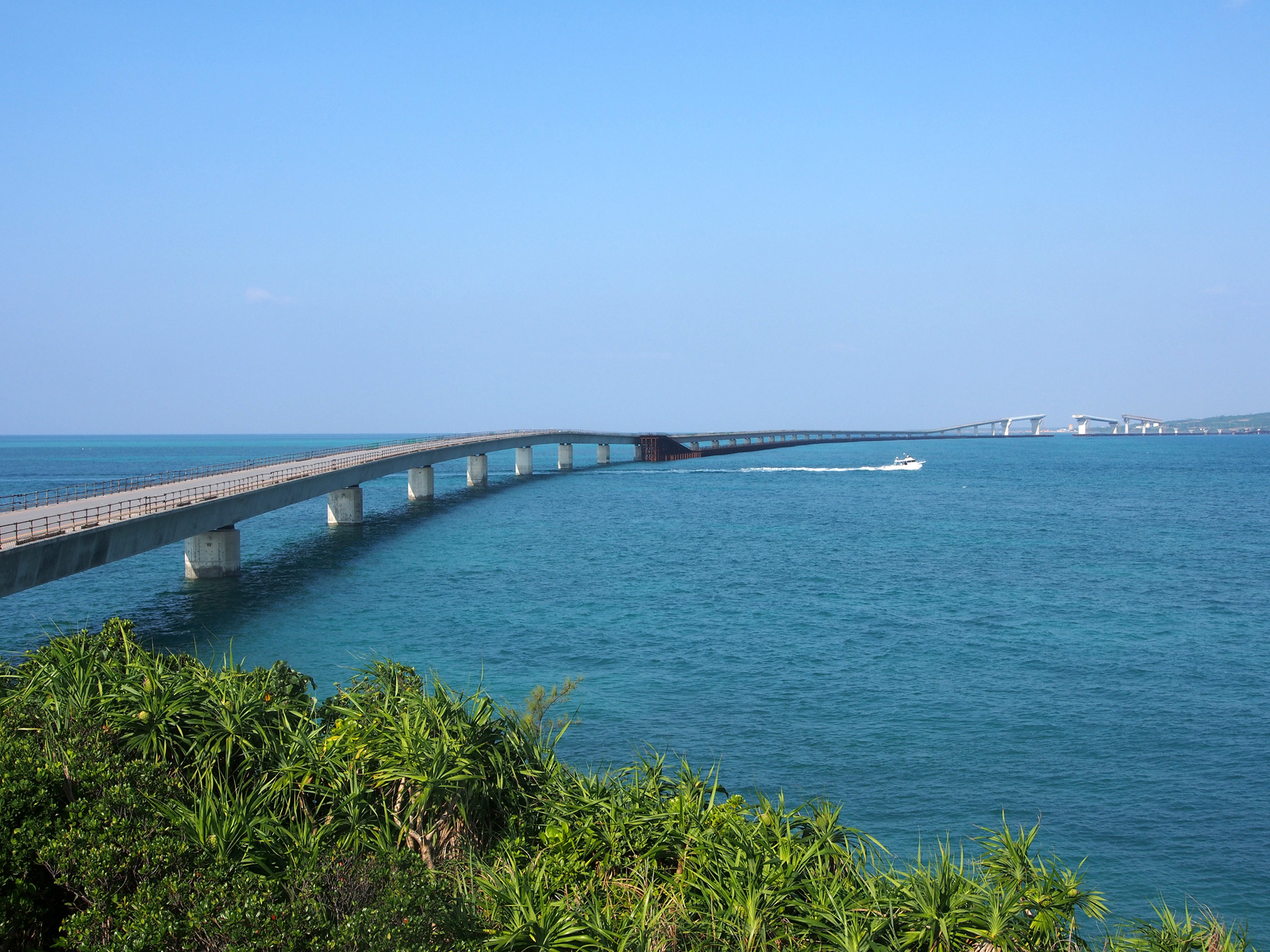
2012年（平成24年）9月 宮古島・伊良部大橋見学ステーションから撮影
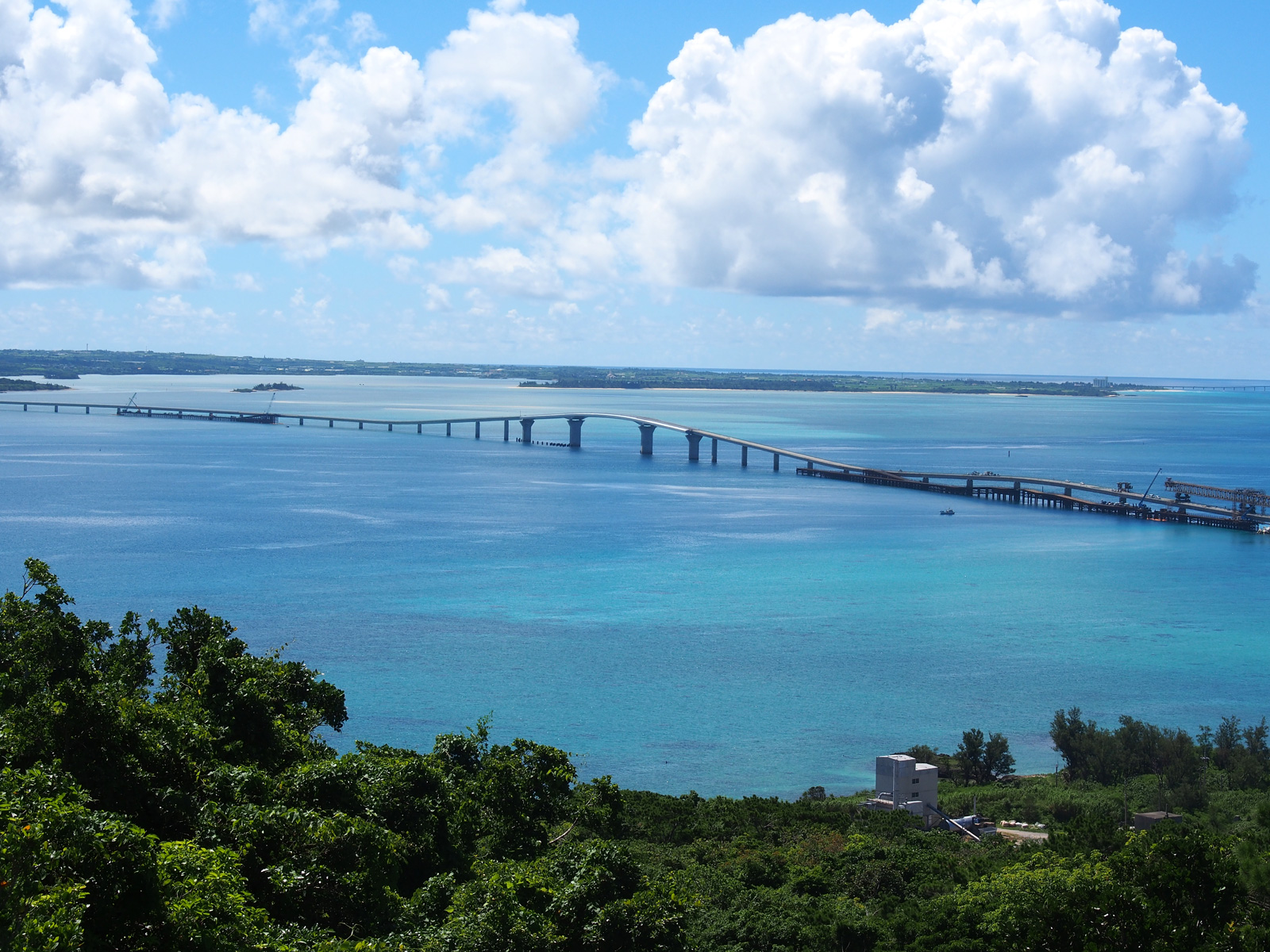
2014年（平成26年）8月 伊良部島・牧山展望台から撮影
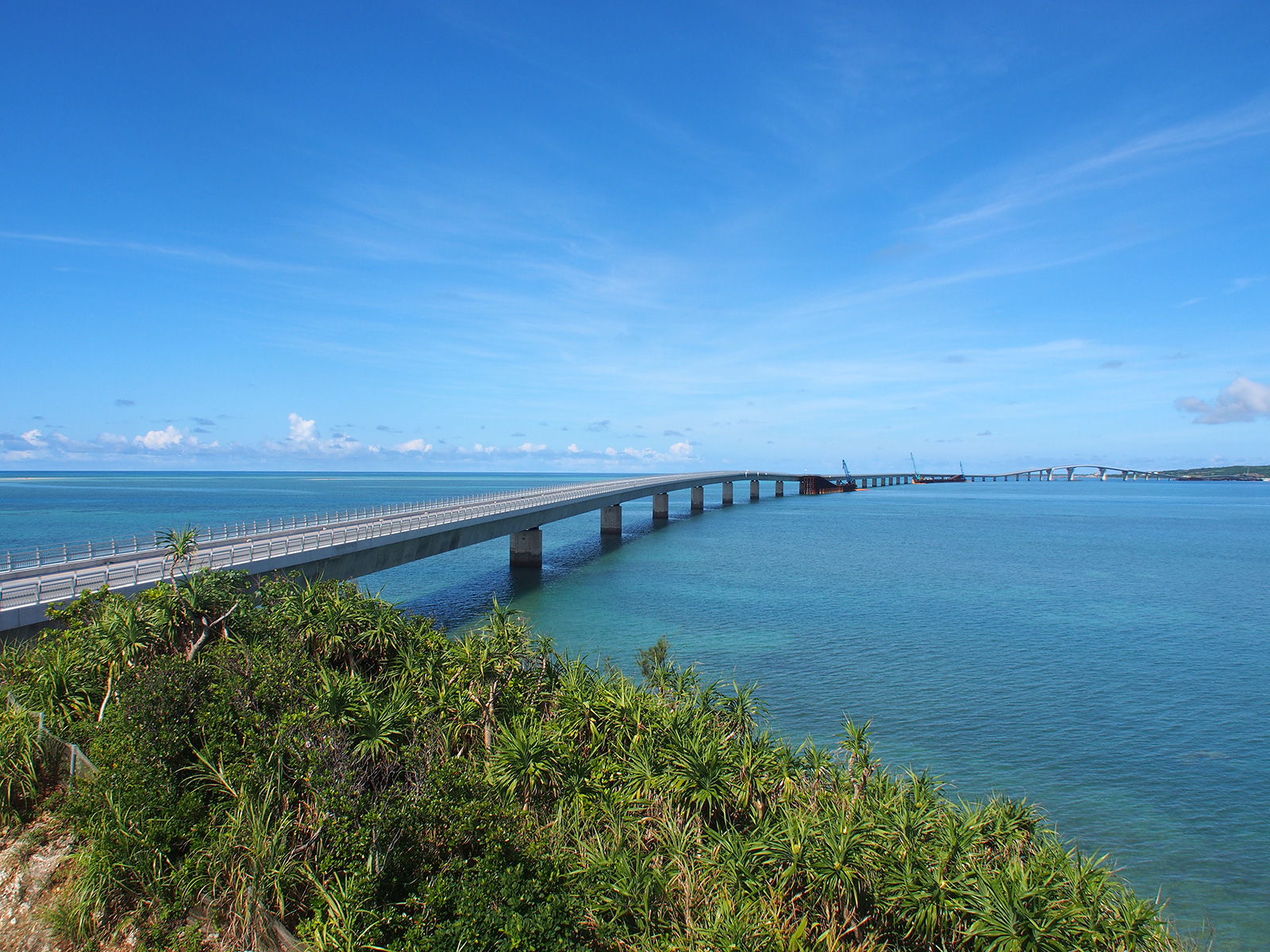
2014年（平成26年）8月 宮古島・伊良部大橋見学ステーションから撮影

### 開通
- 2015年（平成27年）
  - 1月25日 - 大橋開通祝賀会等実行委員会主催の「伊良部大橋開通記念ウォーキング大会」開催[33]。
  - 1月28日 - 「伊良部大橋開通記念碑」除幕[34]。
  - 1月30日 - 日本郵便株式会社沖縄支社が、「伊良部大橋開通記念」フレーム切手を発売[35]。
  - 1月31日16時00分 - 伊良部大橋の供用開始（開通）[5]。
  - 1月31日 - 宮古フェリー株式会社及び株式会社はやての宮古-伊良部航路廃止。
  - 2月1日 - 「伊良部丸遭難の地」慰霊碑の前で、伊良部大橋開通報告会が行われる[36]。
  - 3月13日 - ホテルアトールエメラルド宮古島が宮古島側たもとの旧伊良部大橋見学ステーションを改装し「橋の駅んみゃーち」をプレオープン[37]。
  - 9月22日 - 「川満昭吉氏顕彰碑」除幕[38]。
  - 12月22日 - 清算結了等により宮古フェリー株式会社の登記記録閉鎖[39]。
- 2017年（平成29年）9月4日 - 伊良部大橋初の転落死亡事故が発生[13]。